# Yvelines
Yvelines (78) is een Frans departement, gelegen in de regio Île-de-France. De prefectuur is Versailles.

## Geschiedenis
Het departement Yvelines werd op 1 januari 1968 gecreëerd, door uitvoering van de wet van 10 juli 1964, uitgaande van het westelijke deel van het vroegere departement Seine-et-Oise, dat tot dan toe departementsnummer 78 bezat.
Op 29 november 1969 werden de gemeenten Châteaufort en Toussus-le-Noble aan Yvelines toegevoegd. Aanvankelijk waren ze bij het eveneens in 1968 uit een deel van Seine-et-Oise gevormde nieuwe departement Essonne ingedeeld.
De naam van het departement was een voorstel van de dichter Jehan Despert, geïnspireerd door de naam van het oude bos van Yveline waarvan het huidige grote bosgebied bij Rambouillet een overblijfsel is. Het was een deel van de Vexin.

## Geografie
De stad Versailles is de hoofdstad (prefectuur) van het departement. De omgeving is licht heuvelachtig.
Yvelines is omgeven door de departementen Val-d'Oise in het noorden, Hauts-de-Seine in het oosten, Essonne in het zuidoosten, Eure-et-Loir in het zuidwesten en Eure in het westen.
Yvelines bestaat uit de vier arrondissementen:
- Arrondissement Mantes-la-Jolie
- Arrondissement Rambouillet
- Arrondissement Saint-Germain-en-Laye
- Arrondissement Versailles

Yvelines heeft 21 kantons:
- Kantons van Yvelines

Yvelines heeft 259 gemeenten:
- Lijst van gemeenten in het departement Yvelines

## Demografie
De inwoners van Yvelines heten Yvelinois.
Het departement is naar bevolkingsgrootte het achtste van Frankrijk.

### Demografische evolutie sinds 1962
| Naam       | Index 1962 | Index 1968 | Index 1975 | Index 1982 | Index 1990 | Index 1999 | Index 2008 | Index 2019 |
| ---------- | ---------- | ---------- | ---------- | ---------- | ---------- | ---------- | ---------- | ---------- |
| Yvelines   | 100,0      | 124,2      | 157,3      | 173,9      | 190,0      | 196,9      | 204,4      | 210,3      |
| Frankrijk* | 100,0      | 107,1      | 113,3      | 117,0      | 121,9      | 126,0      | 133,8      | 140,1      |

| Naam       | Inw./km² 1962 | Inw./km² 1968 | Inw./km² 1975 | Inw./km² 1982 | Inw./km² 1990 | Inw./km² 1999 | Inw./km² 2008 | Inw./km² 2019 |
| ---------- | ------------- | ------------- | ------------- | ------------- | ------------- | ------------- | ------------- | ------------- |
| Yvelines   | 301,2         | 374,1         | 473,8         | 523,7         | 572,3         | 593,0         | 615,6         | 634,0         |
| Frankrijk* | 84,2          | 90,1          | 95,4          | 98,5          | 102,7         | 106,1         | 112,7         | 119,7         |

Frankrijk* = exclusief overzeese gebieden
Bron: Recensement Populaire INSEE - 1962 tot 1999 population sans doubles comptes, nadien Population Municipale
Op 1 januari 2022 had Yvelines 1.470.778 inwoners.

### De 10 grootste gemeenten in het departement
| #  | Gemeente                 | Aantal inwoners (2022) |
| -- | ------------------------ | ---------------------- |
| 1  | Versailles               | 83.918                 |
| 2  | Sartrouville             | 51.570                 |
| 3  | Saint-Germain-en-Laye    | 45.286                 |
| 4  | Mantes-la-Jolie          | 44.246                 |
| 5  | Poissy                   | 40.792                 |
| 6  | Conflans-Sainte-Honorine | 36.306                 |
| 7  | Trappes                  | 34.276                 |
| 7  | Les Mureaux              | 34.151                 |
| 8  | Houilles                 | 33.617                 |
| 10 | Montigny-le-Bretonneux   | 32.150                 |

## Afbeeldingen

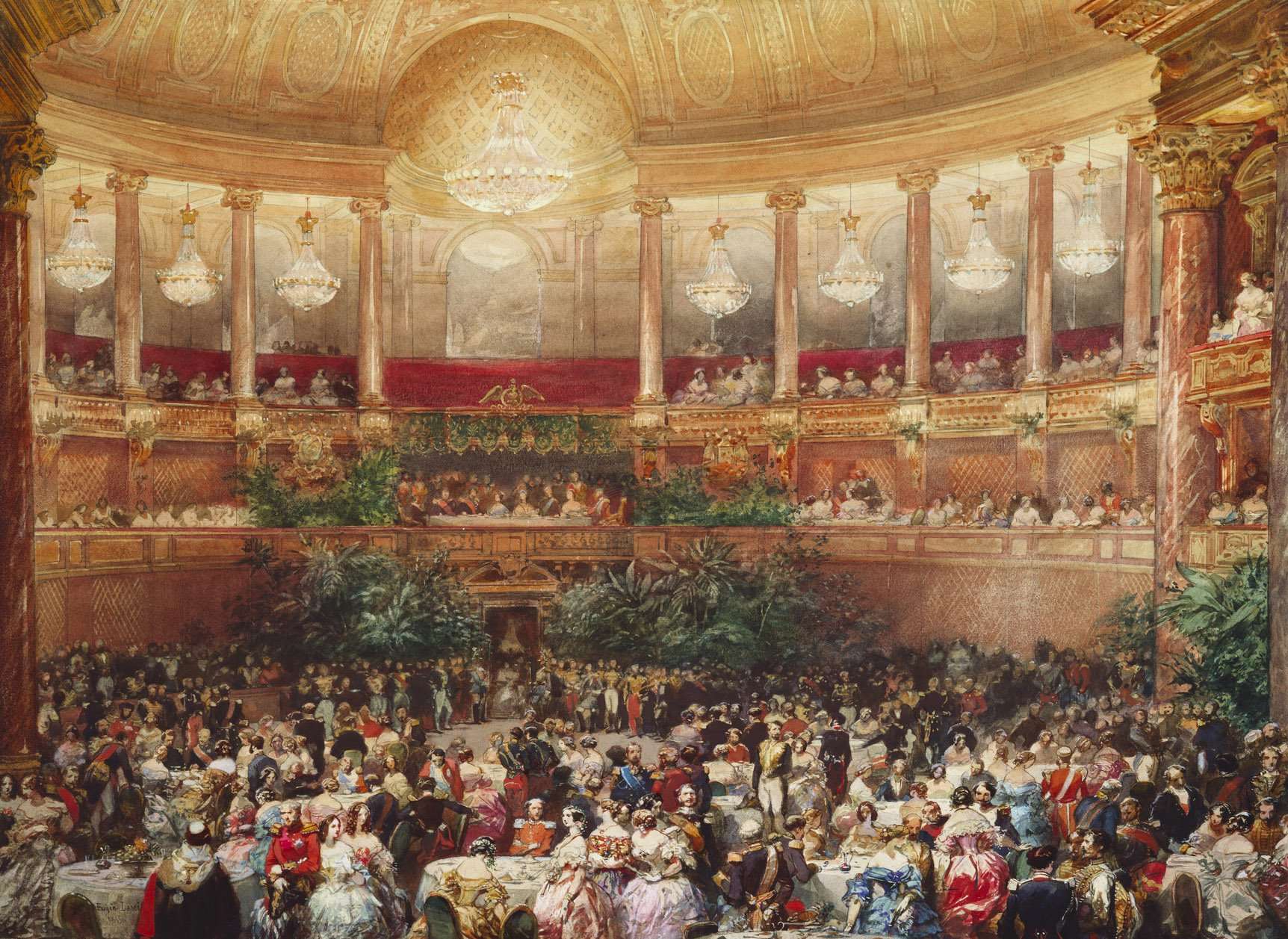
Bezoek van koningin Victoria aan het Kasteel van Versailles, 1855
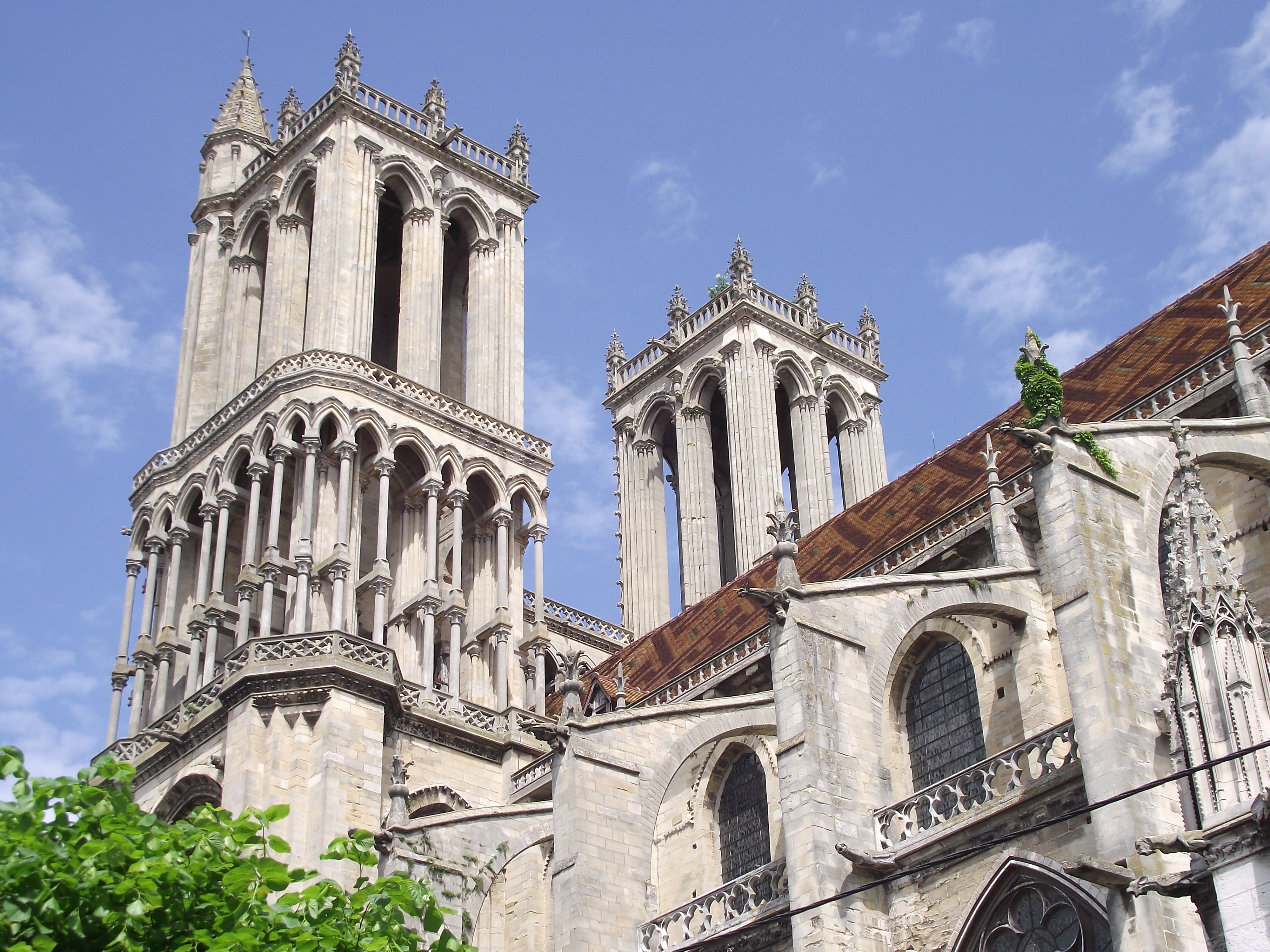
Notre-Dame de Mantes-la-Jolie
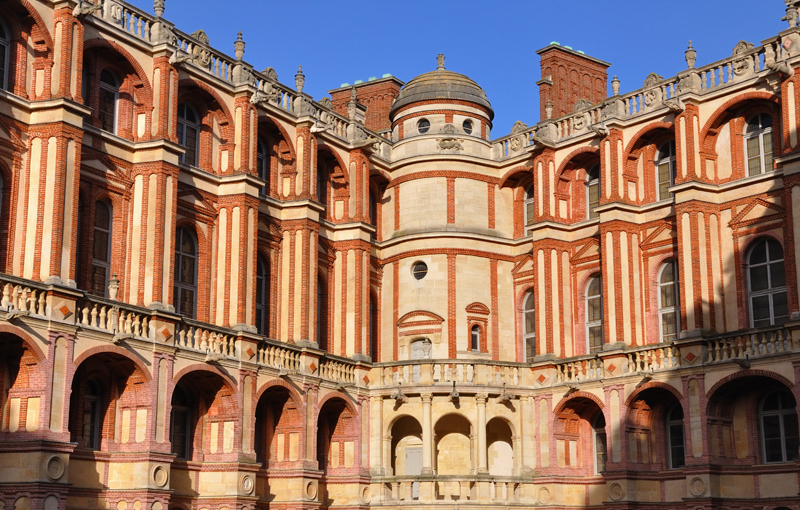
Binnenhof van het Kasteel van Saint-Germain-en-Laye
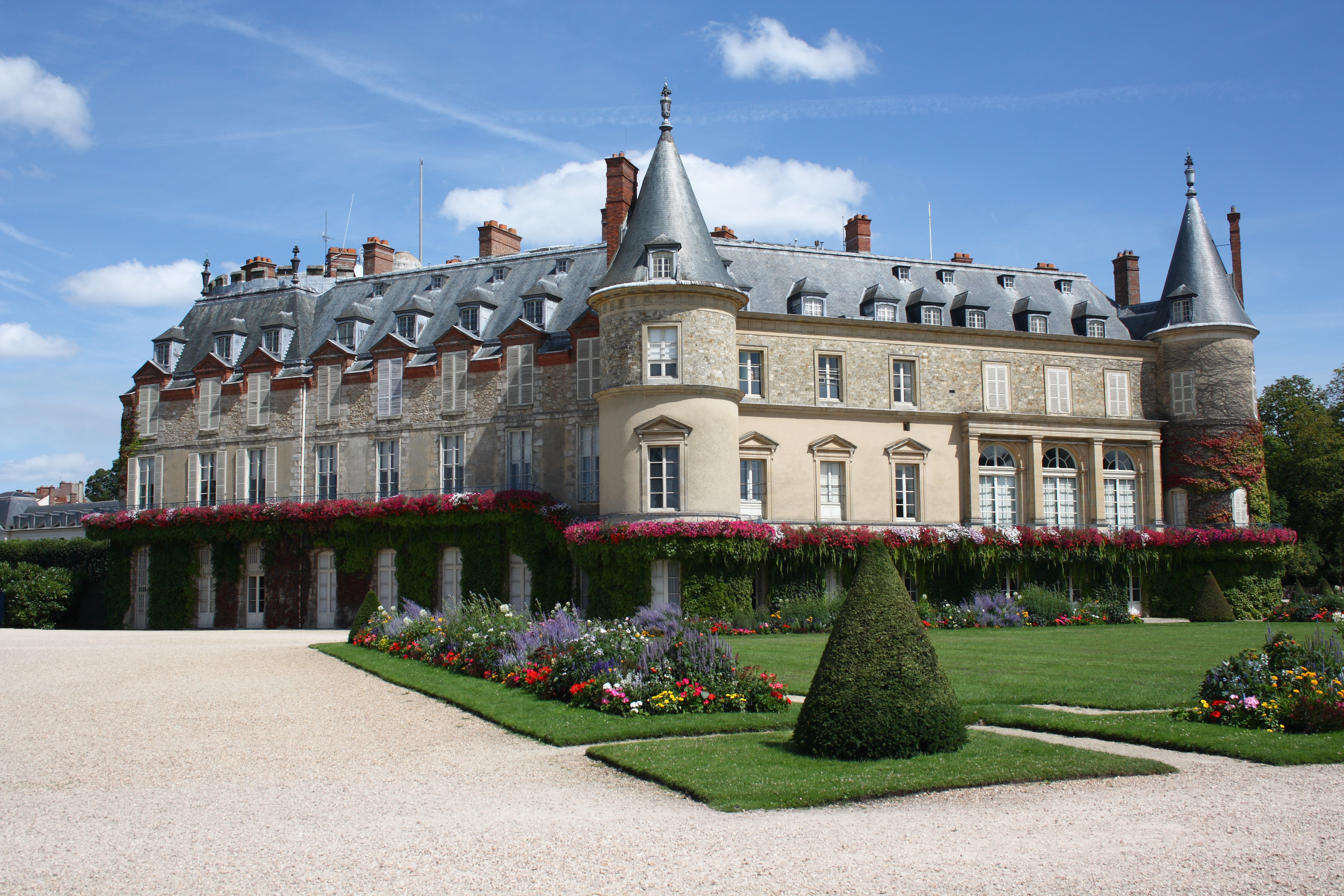
Kasteel van Rambouillet
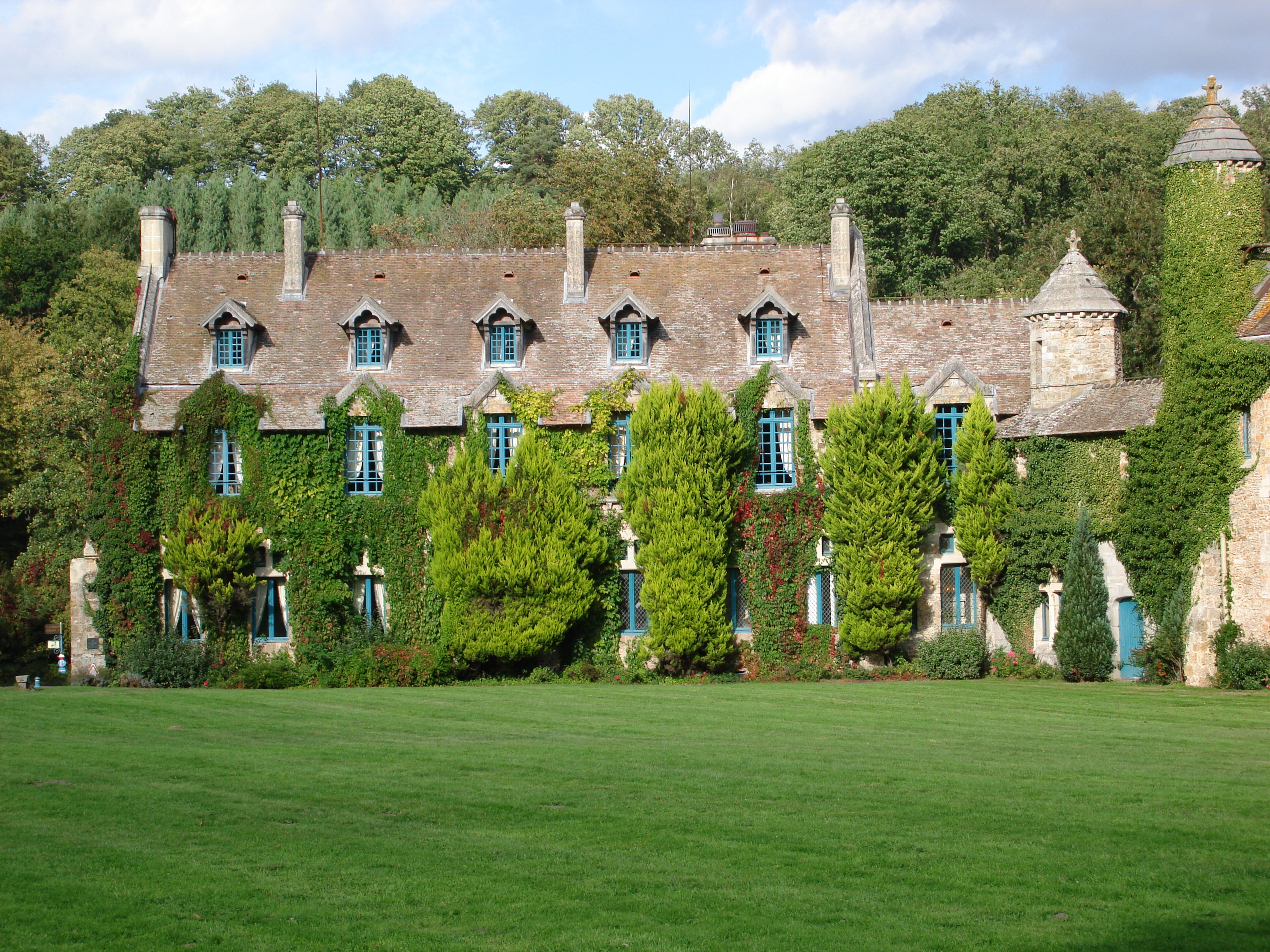
Abbaye des Vaux-de-Cernay